# Samuel W. Reynolds
Samuel Williams Reynolds, född 11 augusti 1890 i Omaha, Nebraska, död 20 mars 1988 i Omaha, Nebraska, var en amerikansk republikansk politiker. Han representerade delstaten Nebraska i USA:s senat från juli till november 1954.
Raynolds tjänstgjorde i den amerikanska arméns flygstyrka i första världskriget. Under andra världskriget förde han befäl som överste över en specialiststyrka stationerad i Omaha 1942-1943.
Senator Hugh A. Butler avled 1954 i ämbetet och guvernör Robert B. Crosby utnämnde Reynolds till senaten. Han efterträddes senare samma år av Roman Hruska. Reynolds var sedan verksam inom affärslivet i Nebraska. Han avled 1988 och gravsattes på begravningsplatsen Forest Lawn Memorial Park i Omaha.